# Saison 2017-2018 de l'AC Ajaccio
Dernière mise à jour : 29 août 2017.
Chronologie
Saison précédente Saison suivante
La saison 2017-2018 de l'AC Ajaccio, club de football français, voit le club évoluer en championnat de France de football de Ligue 2.

## Transferts

### Transferts estivaux
| Nom             | Nationalité | Poste     | Transfert | Provenance/Destination | Division |
| --------------- | ----------- | --------- | --------- | ---------------------- | -------- |
| Arrivées        |             |           |           |                        |          |
|                 |             |           |           |                        |          |
| Départs         |             |           |           |                        |          |
| Laurent Abergel | France      | Défenseur | Transfert | AS Nancy Lorraine      | Ligue 2  |

## Effectif
Le tableau liste l'effectif professionnel de l'AC Ajaccio pour la saison 2017-2018.

## Compétitions

### Ligue 2

#### Résultats
| Journée    | Date     | Horaire | Domicile                    | Résultat | Extérieur                   | Buteurs de l'AC Ajaccio                              | Buteurs adverse                       |
| ---------- | -------- | ------- | --------------------------- | -------- | --------------------------- | ---------------------------------------------------- | ------------------------------------- |
| Journée 1  | 28/07/17 | 20h00   | Chamois Niortais FC         | 0 - 0    | AC Ajaccio                  |                                                      |                                       |
| Journée 2  | 04/08/17 | 20h00   | AC Ajaccio                  | 2 - 1    | Stade brestois 29           | Boé-Kane · Wissa (pen.)                              | Grougi                                |
| Journée 3  | 11/08/17 | 20h00   | US Orléans                  | 0 - 0    | AC Ajaccio                  |                                                      |                                       |
| Journée 4  | 18/08/17 | 20h00   | AC Ajaccio                  | 2 - 0    | Paris FC                    | Cavalli (pen.) · Laci                                |                                       |
| Journée 5  | 25/08/17 | 20h00   | Tours FC                    | 1 - 3    | AC Ajaccio                  | Maazou · Gimbert · Wissa                             | Tall                                  |
| Journée 6  | 08/09/17 | 20h00   | AC Ajaccio                  | 1 - 4    | Nîmes Olympique             | Wissa                                                | Bozok · Vlachodimos · Thioub · Alioui |
| Journée 7  | 15/09/17 | 20h00   | FC Lorient                  | 2 - 0    | AC Ajaccio                  |                                                      | Courtet · Mara                        |
| Journée 8  | 19/09/17 | 21h00   | AC Ajaccio                  | 3 - 0    | Valenciennes FC             | Wissa · Nouri                                        |                                       |
| Journée 9  | 22/09/17 | 20h00   | FC Sochaux-Montbéliard      | 1 - 6    | AC Ajaccio                  | Gimbert · Cavalli (pen.) · Wissa · Nouri             | Martin                                |
| Journée 10 | 29/09/17 | 20h00   | AC Ajaccio                  | 2 - 0    | Bourg-en-Bresse 01          | Gimbert · Tramoni                                    |                                       |
| Journée 11 | 13/10/17 | 20h00   | US Quevilly-Rouen Métropole | 0 - 1    | AC Ajaccio                  | Gimbert                                              |                                       |
| Journée 12 | 23/10/17 | 20h45   | AC Ajaccio                  | 2 - 0    | Gazélec Ajaccio             | Sainati · Laci                                       |                                       |
| Journée 13 | 28/10/17 | 15h00   | Clermont Foot 63            | 1 - 1    | AC Ajaccio                  | Nouri (pen.)                                         | Pereira Lage                          |
| Journée 14 | 03/11/17 | 20h00   | AC Ajaccio                  | 1 - 2    | LB Châteauroux              | Gimbert                                              | Benrahma · Boukari                    |
| Journée 15 | 17/11/17 | 20h00   | AS Nancy-Lorraine           | 2 - 2    | AC Ajaccio                  | Nouri                                                | Abergel · Dembélé                     |
| Journée 16 | 24/11/17 | 20h00   | AC Ajaccio                  | 0 - 1    | Stade de Reims              |                                                      | Chavarria                             |
| Journée 17 | 28/11/17 | 21h00   | RC Lens                     | 2 - 0    | AC Ajaccio                  |                                                      | Koukou · Fortuné                      |
| Journée 18 | 09/12/17 | 15h00   | AC Ajaccio                  | 1 - 0    | Le Havre AC                 | Cavalli (pen.)                                       |                                       |
| Journée 19 | 15/11/17 | 20h00   | AC Ajaccio                  | 3 - 1    | AJ Auxerre                  | Tacalfred (csc) · Nouri · Ba (csc)                   | Philippoteaux (pen.)                  |
| Journée 20 | 12/01/18 | 20h00   | Stade brestois 29           | 2 - 3    | AC Ajaccio                  | Wissa · Nouri · Gimbert                              | Butin · Charbonnier                   |
| Journée 21 | 16/01/18 | 21h00   | AC Ajaccio                  | 1 - 1    | US Orléans                  | Nouri                                                | Cissokho (pen.)                       |
| Journée 22 | 22/01/18 | 20h45   | Paris FC                    | 2 - 1    | AC Ajaccio                  | Gimbert                                              | Saint-Louis                           |
| Journée 23 | 27/01/18 | 15h00   | AC Ajaccio                  | 2 - 1    | Tours FC                    | Gimbert · Vialla                                     | Belkebla                              |
| Journée 24 | 02/02/18 | 20h00   | Nîmes Olympique             | 1 - 1    | AC Ajaccio                  | Thioub                                               | Gimbert                               |
| Journée 25 | 09/02/18 | 20h00   | AC Ajaccio                  | 3 - 2    | FC Lorient                  | Cavalli · Coutadeur · Nouri                          | Hamel · Lemoine                       |
| Journée 26 | 16/02/18 | 20h00   | Valenciennes FC             | 2 - 0    | AC Ajaccio                  |                                                      | Tell · Roudet                         |
| Journée 27 | 23/02/18 | 20h00   | AC Ajaccio                  | 3 - 2    | FC Sochaux-Montbéliard      | Avinel · Nouri                                       | Bérenguer · Sainati (csc)             |
| Journée 28 | 02/03/18 | 20h00   | Bourg-en-Bresse 01          | 5 - 4    | AC Ajaccio                  | N'Diaye (csc) · Gimbert · Coutadeur · Cavalli (pen.) | Bègue (pen.) · Amiot · Sarr · Court   |
| Journée 29 | 09/03/18 | 20h00   | AC Ajaccio                  | 2 - 0    | US Quevilly-Rouen Métropole | Gimbert · Maazou                                     |                                       |
| Journée 30 | 16/03/18 | 20h00   | Gazélec Ajaccio             | 0 - 1    | AC Ajaccio                  | Vialla                                               |                                       |
| Journée 31 | 30/03/18 | 20h00   | AC Ajaccio                  | 2 - 1    | Clermont Foot 63            | Gimbert · Coutadeur                                  | Honorat                               |
| Journée 32 | 06/04/18 | 20h00   | LB Châteauroux              | 0 - 2    | AC Ajaccio                  | Gimbert · Maazou                                     |                                       |
| Journée 33 | 13/04/18 | 20h00   | AC Ajaccio                  | 2 - 0    | AS Nancy-Lorraine           | Laci · Coutadeur                                     |                                       |
| Journée 34 | 20/04/18 | 20h00   | Stade de Reims              | 1 - 0    | AC Ajaccio                  |                                                      | Kyei                                  |
| Journée 35 | 23/04/18 | 20h45   | AC Ajaccio                  | 2 - 0    | RC Lens                     | Cavalli · Nouri                                      |                                       |
| Journée 36 | 27/04/18 | 20h00   | Le Havre AC                 | 2 - 0    | AC Ajaccio                  |                                                      | Fontaine · Youga                      |
| Journée 37 | 04/05/18 | 20h45   | AJ Auxerre                  | 1 - 1    | AC Ajaccio                  | Avinel                                               | Fumu Tamuzo                           |
| Journée 38 | 11/05/18 | 20h45   | AC Ajaccio                  | 2 - 2    | Chamois niortais            | Coutadeur · Selemani                                 | Vion · Choplin                        |

#### Classement
| Rang | Équipe            | Pts | J  | G  | N  | P  | Bp | Bc | Diff | Promotion ou relégation           |
| ---- | ----------------- | --- | -- | -- | -- | -- | -- | -- | ---- | --------------------------------- |
| 1    | Stade de Reims    | 88  | 38 | 28 | 4  | 6  | 74 | 24 | +50  | Promotion en Ligue 1              |
| 2    | Nîmes Olympique   | 73  | 38 | 22 | 7  | 9  | 75 | 37 | +38  | Promotion en Ligue 1              |
| 3    | AC Ajaccio        | 68  | 38 | 20 | 8  | 10 | 62 | 43 | +19  | Match 2 des barrages de promotion |
| 4    | Le Havre AC       | 66  | 38 | 19 | 9  | 10 | 53 | 34 | +19  | Match 1 des barrages de promotion |
| 5    | Stade brestois 29 | 65  | 38 | 18 | 11 | 9  | 58 | 43 | +15  | Match 1 des barrages de promotion |

### Matchs de barrages

#### Barrages de promotion
Le 5e au 3e de Ligue 2 prennent part à des playoffs en matchs unique dont le vainqueur affronte le 18e de la Ligue 1 dans le cadre d'un barrage aller-retour pour une place dans cette division la saison suivante. 
Le match AC Ajaccio - Le Havre qui devait se dérouler le vendredi 18 mai a été reporté au dimanche 20 mai à la suite d'incidents. Le club du Havre décide de saisir la Ligue de Football Professionnel le 21 mai 2018, afin d'obtenir une victoire sur tapis vert en raison de plusieurs raisons dénoncées. La LFP les déboute de leur demande, mais informe que le match aller de barrages sera joué à huis clos au stade de la Mosson de Montpellier, car elle suspend à titre conservatoire le stade de l'ACA.
Le match aller AC Ajaccio - Toulouse FC se joue à huis clos et délocalisé au Stade de la Mosson à Montpellier à la suite des événements du barrage de ligue 2 entre Le Havre et Ajaccio.
|  | Play-offs Ligue 2 - Match 1 | Play-offs Ligue 2 - Match 1 | Play-offs Ligue 2 - Match 1 | Play-offs Ligue 2 - Match 1 |       |       | Play-offs Ligue 2 - Match 2 | Play-offs Ligue 2 - Match 2 | Play-offs Ligue 2 - Match 2 | Play-offs Ligue 2 - Match 2 |  |  | Barrage Ligue 1 / Ligue 2 | Barrage Ligue 1 / Ligue 2 | Barrage Ligue 1 / Ligue 2 | Barrage Ligue 1 / Ligue 2 |
|  |                             |                             |                             |                             |       |       |                             |                             |                             |                             |  |  |                           |                           |                           |                           |
|  |                             |                             |                             |                             |       |       |                             |                             |                             |                             |  |  |                           |                           |                           |                           |
|  |                             |                             |                             |                             |       |       |                             |                             |                             |                             |  |  |                           |                           |                           |                           |
|  |                             |                             |                             |                             |       |       |                             |                             |                             |                             |  |  |                           |                           |                           |                           |
|  |                             |                             |                             |                             |       |       |                             |                             |                             |                             |  |  |                           |                           |                           |                           |
|  |                             |                             |                             |                             |       |       |                             |                             |                             |                             |  |  |                           |                           |                           |                           |
|  |                             |                             |                             |                             |       |       |                             |                             |                             |                             |  |  |                           |                           |                           |                           |
|  |                             |                             |                             |                             |       |       |                             |                             |                             |                             |  |  |                           |                           |                           |                           |
|  |                             |                             |                             |                             |       |       |                             |                             |                             |                             |  |  |                           |                           |                           |                           |
|  |                             |                             |                             |                             |       |       |                             |                             |                             |                             |  |  |                           |                           |                           |                           |
|  |                             |                             |                             |                             |       |       |                             |                             |                             |                             |  |  |                           |                           |                           |                           |
|  |                             |                             |                             |                             |       |       |                             |                             |                             |                             |  |  |                           |                           |                           |                           |
|  | 18e L1                      | Toulouse FC                 | 3                           | 1                           |       |       |                             |                             |                             |                             |  |  |                           |                           |                           |                           |
|  | 18e L1                      | Toulouse FC                 | 3                           | 1                           |       |       |                             |                             |                             |                             |  |  |                           |                           |                           |                           |
|  |                             |                             | 3e L2                       | AC Ajaccio                  | 0     | 0     |                             |                             |                             |                             |  |  |                           |                           |                           |                           |
|  |                             |                             |                             |                             | 0     | 0     |                             |                             |                             |                             |  |  |                           |                           |                           |                           |
|  |                             |                             |                             |                             |       |       |                             |                             |                             |                             |  |  |                           |                           |                           |                           |
|  |                             |                             |                             |                             |       |       |                             |                             |                             |                             |  |  |                           |                           |                           |                           |
|  | 3e L2                       | AC Ajaccio                  | 2 (5)                       | 2 (5)                       |       |       |                             |                             |                             |                             |  |  |                           |                           |                           |                           |
|  | 3e L2                       | AC Ajaccio                  | 2 (5)                       | 2 (5)                       |       |       |                             |                             |                             |                             |  |  |                           |                           |                           |                           |
|  |                             |                             | 4e L2                       | Le Havre AC                 | 2 (3) | 2 (3) |                             |                             |                             |                             |  |  |                           |                           |                           |                           |
|  | 4e L2                       | Le Havre AC                 | 4e L2                       | Le Havre AC                 | 2 (3) | 2 (3) | 2                           | 2                           |                             |                             |  |  |                           |                           |                           |                           |
|  | 4e L2                       | Le Havre AC                 |                             |                             |       |       |                             | 2                           |                             |                             |  |  |                           |                           |                           |                           |
|  | 5e L2                       | Stade brestois 29           | 0                           | 0                           |       |       |                             |                             |                             |                             |  |  |                           |                           |                           |                           |
|  | 5e L2                       | Stade brestois 29           | 0                           | 0                           |       |       |                             |                             |                             |                             |  |  |                           |                           |                           |                           |
|  |                             |                             |                             |                             |       |       |                             |                             |                             |                             |  |  |                           |                           |                           |                           |

| Match 1                 | Le Havre AC               | 2 - 0   | Stade brestois 29 |                                                                                    |                                                                                    |
| Mardi 15 mai 2018 20h45 | Fontaine 38e · Bonnet 88e | (1 - 0) |                   | Stade Océane, Le Havre Diffuseur : Canal+, beIN Sports 1 Arbitrage : Benoît Millot | Stade Océane, Le Havre Diffuseur : Canal+, beIN Sports 1 Arbitrage : Benoît Millot |
| Mardi 15 mai 2018 20h45 | Rapport                   |         |                   | Stade Océane, Le Havre Diffuseur : Canal+, beIN Sports 1 Arbitrage : Benoît Millot | Stade Océane, Le Havre Diffuseur : Canal+, beIN Sports 1 Arbitrage : Benoît Millot |

| Match 2                    | AC Ajaccio                                   | 2 - 2 a. p. 5 - 3 t. a. b. | Le Havre AC                        |                                                                                                  |                                                                                                  |
| Dimanche 20 mai 2018 19h00 | Gimbert 16e · Camara 119e                    | (1 - 1, 1 - 1, 1 - 1)      | 36e 111e (pen.) Mateta             | Stade François-Coty, Ajaccio Diffuseur : Canal+ Sport, beIN Sports 2 Arbitrage : Frank Schneider | Stade François-Coty, Ajaccio Diffuseur : Canal+ Sport, beIN Sports 2 Arbitrage : Frank Schneider |
| Dimanche 20 mai 2018 19h00 | Rapport                                      |                            |                                    | Stade François-Coty, Ajaccio Diffuseur : Canal+ Sport, beIN Sports 2 Arbitrage : Frank Schneider | Stade François-Coty, Ajaccio Diffuseur : Canal+ Sport, beIN Sports 2 Arbitrage : Frank Schneider |
| Dimanche 20 mai 2018 19h00 | Selemani · Laci · Camara · Lejeune · Gimbert | Tirs au but 5 - 3          | Ferhat · Guitane · Fontaine · Gory | Stade François-Coty, Ajaccio Diffuseur : Canal+ Sport, beIN Sports 2 Arbitrage : Frank Schneider | Stade François-Coty, Ajaccio Diffuseur : Canal+ Sport, beIN Sports 2 Arbitrage : Frank Schneider |

| Match aller                | AC Ajaccio | 0 - 3   | Toulouse FC                             |                                                                                                  |                                                                                                  |
| Mercredi 23 mai 2018 20h45 |            | (0 - 1) | 45+3e Gradel · 51e Jullien · 65e Sanogo | Stade de la Mosson, Montpellier Diffuseur : Canal+ Sport, beIN Sports 1 Arbitrage : Ruddy Buquet | Stade de la Mosson, Montpellier Diffuseur : Canal+ Sport, beIN Sports 1 Arbitrage : Ruddy Buquet |
| Mercredi 23 mai 2018 20h45 | Rapport    |         |                                         | Stade de la Mosson, Montpellier Diffuseur : Canal+ Sport, beIN Sports 1 Arbitrage : Ruddy Buquet | Stade de la Mosson, Montpellier Diffuseur : Canal+ Sport, beIN Sports 1 Arbitrage : Ruddy Buquet |

| Match retour               | Toulouse FC | 1 - 0   | AC Ajaccio |                                                                                      |                                                                                      |
| Dimanche 27 mai 2018 21h00 | Durmaz 88e  | (0 - 0) |            | Stadium, Toulouse Diffuseur : Canal+ Sport, beIN Sports 1 Arbitrage : Benoît Bastien | Stadium, Toulouse Diffuseur : Canal+ Sport, beIN Sports 1 Arbitrage : Benoît Bastien |

### Coupe de France

#### Résultats
| Tour    | Date     | Horaire | Domicile            | Résultat | Extérieur  | Buteurs du GFC Ajaccio | Buteurs adverse          |
| ------- | -------- | ------- | ------------------- | -------- | ---------- | ---------------------- | ------------------------ |
| 7e tour | 12/11/17 | 14h00   | Saint-Amand FC      | 1 - 3    | AC Ajaccio | Marin · Wissa          | Lamonnier                |
| 8e tour | 02/12/17 | 18h00   | Canet Roussillon FC | 2 - 0    | AC Ajaccio |                        | Mahieu · Ouadoudi (pen.) |

### Coupe de la Ligue

#### Résultats
| Journée  | Date     | Horaire | Domicile | Résultat | Extérieur  | Buteurs de l'AC Ajaccio | Buteurs adverse |
| -------- | -------- | ------- | -------- | -------- | ---------- | ----------------------- | --------------- |
| 1er tour | 08/08/17 | 21h00   | RC Lens  | 2 - 1    | AC Ajaccio | Coutadeur               | Lendric · Lopez |